# 劉用斌
刘用斌（？—1949年），福建省福州市人。

## 介绍
参加革命斗争，曾任游击队人员，参加了闽北游击区的反“清剿”、和解放军南下解放福建的游击战争。1949年6月闽北解放，调任邵武县人民政府税务干部。1949年8月3日在邵武县沿山乡执行任务时被匪帮杀害。